# Rozdziele (Zawadka)
Rozdziele (Rozdziele Zawadzkie) – część wsi Zawadka w Polsce położona w województwie małopolskim, w powiecie nowosądeckim, w gminie Łososina Dolna.
Dawny obszar dworski. W latach 1975–1998 miejscowość administracyjnie należała do województwa nowosądeckiego.